# Xiropótamos (Dráma)
Xiropótamos, en grec moderne : Ξηροπόταμος, est une petite ville de Macédoine-Orientale-et-Thrace, en Grèce.
Selon le recensement de 2021, la population du village compte 2 409 habitants.